# 877 Walküre
877 Walküre este o planetă minoră ce orbitează Soarele, descoperită pe 13 septembrie 1915 la Observatorul de Astrofizică din Crimeea, de către astronomul rus sovietic Grigori N. Neuimin (cunoscut în literatura de specialitate ca G. N. Neujmin).

## Denumire
Asteroidul a fost numit cu referire la walkiriile din mitologia nordică.

## Caracteristici
Asteroidul  877 Walküre face parte din centura principală și are un diametru de circa 38,41 km. Prezintă o orbită caracterizată de o semiaxă majoră egală cu 2,4860798 UA și de o excentricitate de 0,1605776, înclinată cu 4,25669° în raport cu ecliptica.